# Iztok Štucin
Iztok Štucin, slovenski policist in veteran vojne za Slovenijo, * 23. avgust 1966, Ljubljana.
Štucin je direktor Policijske uprave Postojna od 15. septembra 2006.